# Nentón
Nentón – miasto w zachodniej Gwatemali, w departamencie Huehuetenango, około 100 km na północny zachód od stolicy departamentu, miasta Huehuetenango i kilka kilometrów od granicy państwowej z meksykańskim stanem Chiapas. Miasto leży u podnóża gór Sierra Madre de Chiapas na wysokości 789 m n.p.m.
Według danych szacunkowych w 2012 roku liczba ludności miasta wyniosła 3282 mieszkańców.
Przemysł spożywczy, włókienniczy.

## Gmina Nentón
Jest siedzibą władz gminy o tej samej nazwie, która w 2012 roku liczyła 44 535 mieszkańców. Gmina jak na warunki Gwatemali jest dość duża, a jej powierzchnia obejmuje 787 km².